# Mestre Bimba
Manuel dos Reis Machado (* 23. November 1899 in Salvador da Bahia, Brasilien; † 5. Februar 1974 in Goiânia), auch Mestre Bimba genannt, war ein brasilianischer Capoeira-Meister und Begründer des Stils Capoeira Regional.

## Der Anfang
In Brasilien wurde Anfang des 20. Jahrhunderts verstärkt Jagd auf Ausübende der afrikanischen Riten (Candomblé, Umbanda, Capoeira etc.) gemacht. Es gab gefürchtete Kavallerieschwadronen der Polizei, die in ihren Reihen auch Capoeira-Kämpfer hatten. Im vorigen Jahrhundert gab es in Rio die terroristische „Schwarze Wache“ (Guarda Negra), die zum Schutz der Monarchie gegen die Republikaner kämpfte. In dieser Zeit wuchs Manuel dos Reis Machado mit Capoeira auf.
Er begann mit etwa 12 Jahren, bei dem Afrikaner Bentinho zu trainieren, mit 18 Jahren unterrichtete er bereits selbst. Doch er entwickelte die traditionelle Capoeira Angola weiter, verband sie mit anderen Elementen und strukturierte sein Training auf eine Weise, die bisher unter den Capoeiristas unbekannt war.

## Luta Regional Baiana
Getúlio Vargas übernahm 1930 die Macht in Brasilien. Zu dieser Zeit war die Capoeira noch verboten und wurde teils hart bestraft. Trotzdem eröffnete Mestre Bimba 1937 in Salvador die erste Capoeiraschule Brasiliens. Dort unterrichtete er seine modifizierte Capoeira und gab ihr den Namen „Luta Regional Baiana“ (Regionaler Kampf aus Bahia). Er nahm mit seinen Schülern an öffentlichen Kämpfen und Vorführungen teil, um die Capoeira bekannter zu machen und für mehr Akzeptanz zu sorgen. Sogar vor dem damaligen Präsidenten Brasiliens, Getúlio Dornelles Vargas, durfte er seinen Sport zeigen. Dieser war begeistert und sorgte später dafür, dass das Verbot der Capoeira aufgehoben wurde. Bimba lehrte seine Luta Regional Baiana, später als Capoeira Regional bekannt, und galt zu seiner Zeit als unbesiegbar. Mestre Bimba trug auch den Beinamen três pancadas („drei Schläge“). Er führte als erster methodisches Training ein. Hierzu gehörten Übungen wie Seqüências, Cinturas und Desprezadas/Balãos. Außerdem schuf er ein Graduierungssystem und spezielle Kurse für seine fortgeschrittenen Schüler.

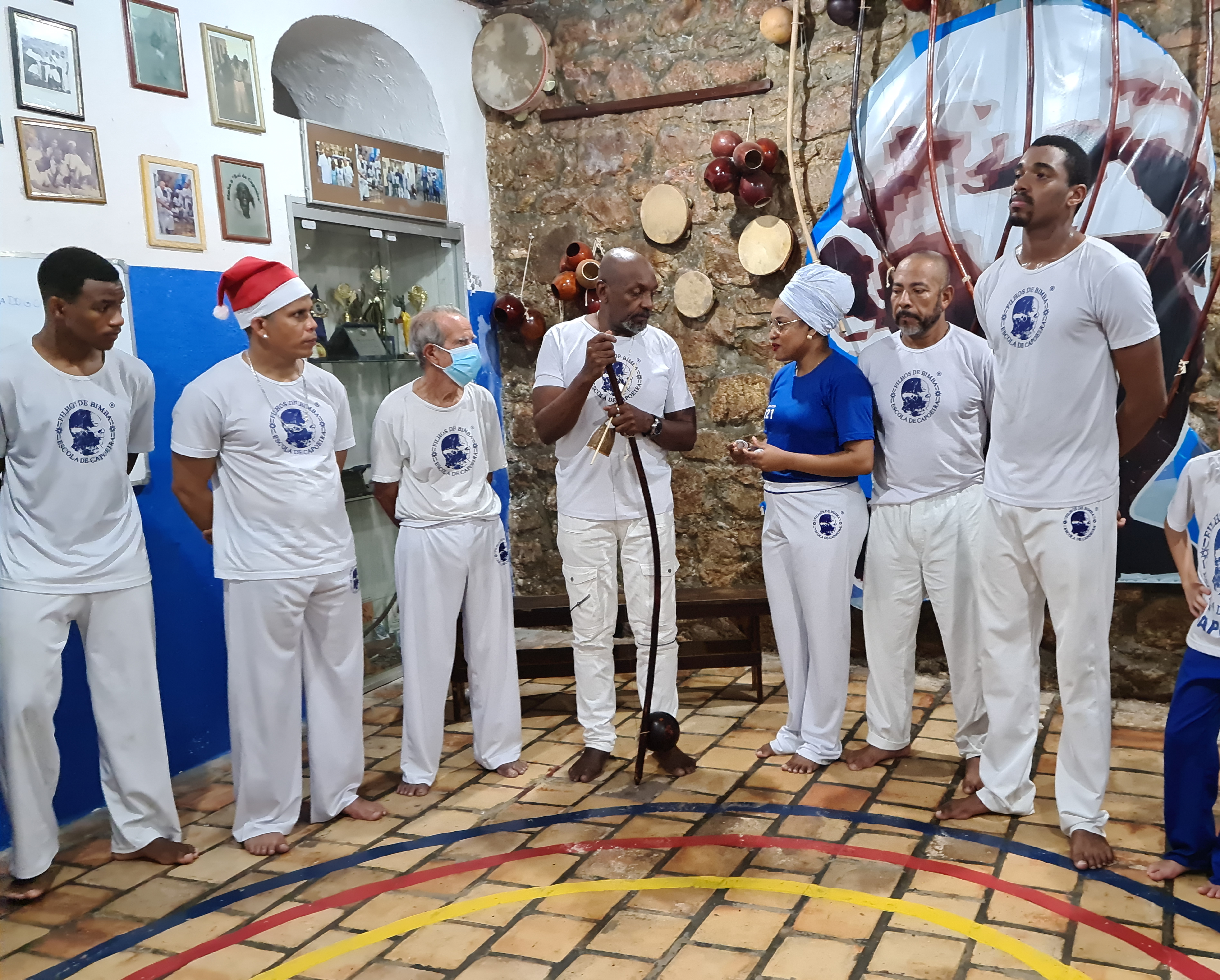
Die Gruppe von Mestre Bimba im Jahr 2022

## Die neun Regeln des Mestre Bimba
1. Das Rauchen während des Trainings ist verboten.
2. Nicht trinken. Alkohol hemmt den Metabolismus der Muskulatur.
3. Versuche nicht, deine Freunde mit Capoeira außerhalb der Roda zu beeindrucken. Denke immer daran, dass dein bester Freund in einem Kampf die Überraschung ist.
4. Sprich nicht beim Training. Nutze die Zeit, um die anderen zu beobachten.
5. Arbeite immer mit der Ginga.
6. Trainiere täglich die Grundübungen.
7. Habe keine Angst, nahe an den Gegner heranzukommen. Bei engerem Spiel lernt man mehr.
8. Beseitige jede unnötige Spannung im Körper.
9. Es ist besser, in der Roda geschlagen zu werden als auf der Straße.

## Die letzten Jahre
Es folgte eine Zeit der intensiven Capoeira-Ausübung mit Vorführungen und Kämpfen in ganz Brasilien vor großem Publikum. Dabei kam der Meister auch nach Goiania, wo er sich so wohl fühlte, dass er samt Familie dorthin zog. Ihm wurden viele Angebote und Versprechungen gemacht, die jedoch oft nicht eingehalten wurden, sodass er kein leichtes Leben in Goiania hatte. Nur ein Jahr nach seinem Umzug starb er an einem Schlaganfall. Sein Leichnam wurde Jahre später zurück in seine Heimatstadt Salvador gebracht.